# Asp (Rakete)

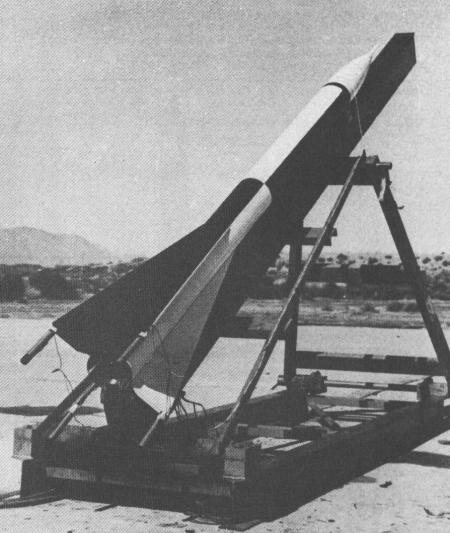
Asp

Asp ist die Bezeichnung für eine amerikanische Höhenforschungsrakete. Die Asp-Rakete wurde zwischen 1955 und 1962 30 mal auch zur Untersuchung der Explosionswolken von Atombomben gestartet. Die Asp hat ein Nutzlastvermögen von 11 kg, eine Gipfelhöhe von 110 km, einen Startschub von 42,00 kN, eine Masse von 111 kg, einen Durchmesser von 0,17 m, eine Länge von 3,68 m und eine Flossenspannweite von 0,51 m.
Nach 1962 wurde die Asp-Rakete in Verbindung mit anderen Höhenforschungsraketen verwendet: Mit einer Nike Erststufe als Nike Asp oder mit zusätzlichen Oberstufen als ASCAMP oder Asp Apache. Außerdem wurden in geringer Zahl Asp-Raketen mit zwei oder vier Loki als Boostern unter der Bezeichnung Boosted Asp getestet.